# Carl Ludwig von Hablitz
Carl Ludwig von Hablitz, noto anche come Karl Ivanovich Gablits (Königsberg, 2 aprile 1752 – San Pietroburgo, 9 ottobre 1821), è stato un botanico prussiano.

## Biografia
Hablizl nacque da una famiglia ebreo-tedesca.
Nel 1858, suo padre fu invitato a lavorare presso l'Università di Mosca. Carl giunse in Russia all'età di 6 anni.
Ultimati gli studi di Botanica, insegnò presso l'Università di Mosca e fu membro dell'Accademia delle Scienze.
Dal 1769 al 1773, Carl Ludwig Hablitz partecipò alla spedizione guidata da Samuel Gottlieb Gmelin in Russia meridionale e in Persia.
In seguito divenne conservatore del giardino botanico d'Astrachan'. Nel 1781 fece parte della spedizione del conte Voïnovitch fino al Mar Caspio.
Nel 1783 fu nominato vice-governatore di Crimea.
Nel 1802, fu nominato direttore principale delle foreste statali presso il Dipartimento delle Foreste del Ministero delle Finanze.
Nel 1803, fondò una prima scuola di studi forestali a Carskoe Selo e, nel 1805, ne fondò una seconda a Kozel'sk.
Hablitz fu il nonno materno del compositore russo Aleksandr Serov e il bisnonno dell'artista russo Valentin Serov.

## Opere principali
Hablizl fu autore di Descrizione fisica dell'area della Tauride, la sua posizione e i tre regni della natura (1785).
Inoltre pubblicò le seguenti opere:
- Nouvelles géographiques de Tauride
- Bemerkungen auf einer Reise durch die persische Landschaft Ghilan

## Onorificenze
Bieberstein denominò in suo onore il genere Hablitzia, la cui unica specie, H. tamnoides Bieberst. cresce nel Caucaso.